# Habitation Module

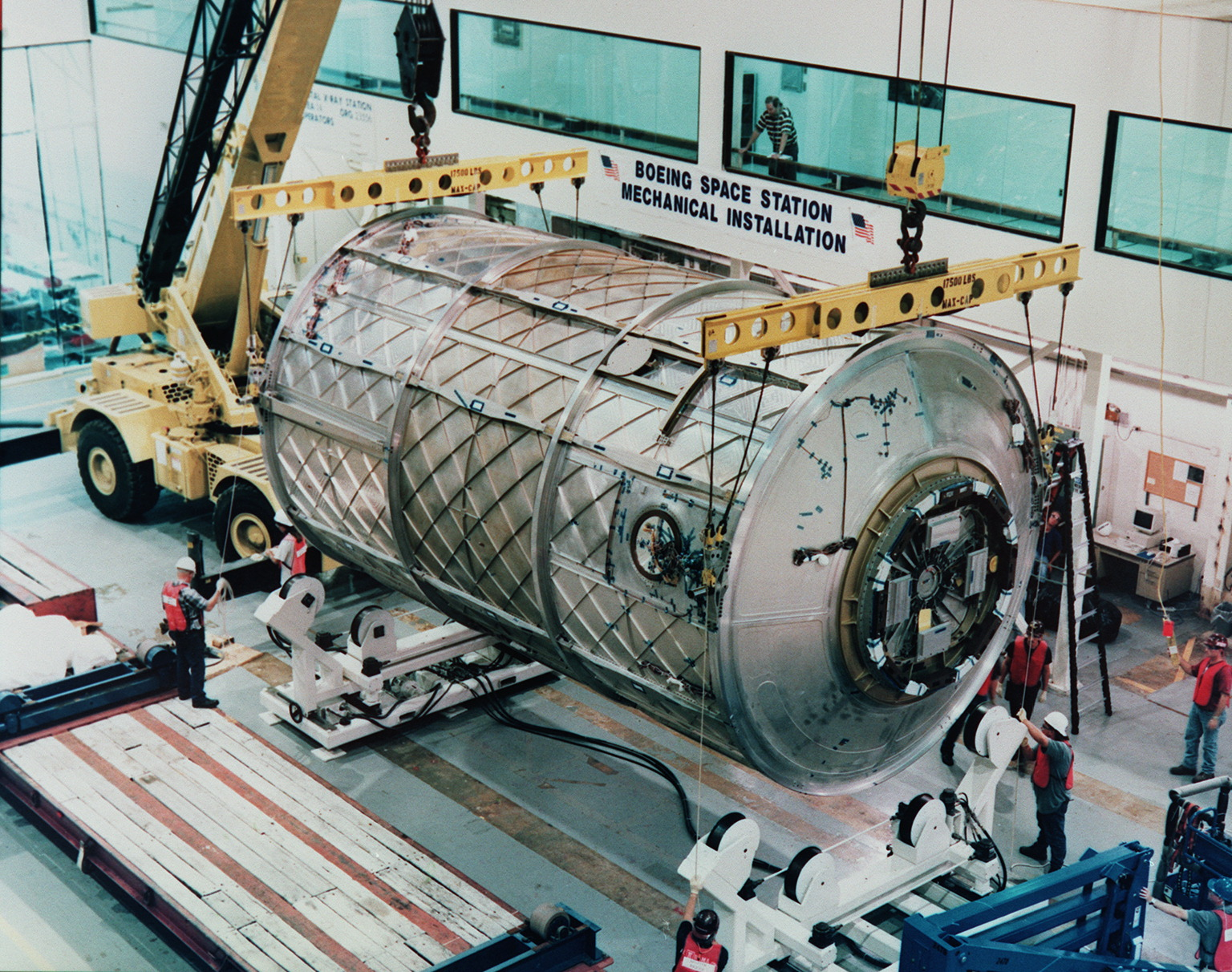
ISS Habitation module

L'Habitation Module doveva essere il principale modulo abitativo della Stazione spaziale internazionale.
Costruito negli Stati Uniti, delle dimensioni di un autobus, avrebbe potuto ospitare quattro persone: gli astronauti e i ricercatori in visita avrebbero potuto lavarsi, cucinare e mangiare nella cambusa e dormire o rilassarsi nel dormitorio.
Il progetto Transhab era inizialmente parte dei piani di sviluppo: in sostanza esso prevedeva di espandere fortemente lo spazio abitativo grazie all'utilizzo di un modulo gonfiabile invece di uno rigido. Tale progetto è stato poi abbandonato dalla NASA che ha iniziato a costruire una struttura rigida: i costi sempre più onerosi però hanno imposto la cancellazione di questo modulo e il suo riutilizzo come simulatore a terra. Insieme ad esso è stato cancellato anche il Crew Return Vehicle e il Centrifuge Accommodations Module.